# Novara
Novara é uma comuna italiana da região do Piemonte, província de Novara, com cerca de 103.602  habitantes. Estende-se por uma área de 103 km², tendo uma densidade populacional de 990 hab/km². Faz fronteira com Caltignaga, Cameri, Casalino, Galliate, Garbagna Novarese, Granozzo con Monticello, Nibbiola, Romentino, San Pietro Mosezzo, Trecate.

## Demografia
| Variação demográfica do município entre 1861 e 2011                               |
|                                                                                   |
| Fonte: Istituto Nazionale di Statistica (ISTAT) - Elaboração gráfica da Wikipedia |

## Cidades irmãs
- Chalon-sur-Saône,  França
- Coblença,  Alemanha
- Haskovo,  Bulgária